# سفارة أذربيجان في المجر
سفارة أذربيجان في المجر هي أرفع تمثيل دبلوماسي لدولة أذربيجان لدى المجر. تقع السفارة في بودابست وهي تهدف لتعزيز المصالح الأذربيجانية في المجر.

## وصلات خارجية
- الموقع الرسمي
- قائمة سفارات أذربيجان
- قائمة السفارات في المجر